# Chladni György
Chladni György (Trencsén, 1637 – Hauswald, 1692) evangélikus lelkész.

## Élete
1664. március 12-étől a wittenbergi egyetemen tanult; azután Jánoshegyen volt lelkész. 1673-ban a vallásüldözés elől családjával együtt kivándorolt, és hét évig Görlitzben élt. 1680-ban Hauswaldban lett pap.

## Művei
- Disputatio physica de metallis in specie dictis. Witemberg, 1669.
- Nuptiarum neglectarum poena, das ist: Hochzeitstrafe, oder wie und mit welchen Landplagen die Verachtung der Geistlichen Gnaden-Hochzeit, und derselben Diener, Gott in seinem Zorn gemeiniglich zu bestrafen pflegt. Merseburg, 1675.
- Inventarium templorum, continens res eas, quae in templis et extra illa sunt. Görlicii, 1679. (A magyarországi ág. ev. egyház története van leirva a 189–239. l.)